# Debarwa
Debarwa (Tigrinya ድባርዋ Dəbarwa, auch Dəbarowa, Dbarwa, arabisch دباروا) ist eine Stadt in der Region Debub in Eritrea mit ungefähr 25.000 Einwohnern. Es existiert ebenso als übergeordnete Verwaltungseinheit der Distrikt Debarwa.
Die Stadt liegt etwa 30 km südlich der eritreischen Hauptstadt Asmara am Fluss Mareb. Durch die Nähe zu Asmara ist die Infrastruktur für eritreische Verhältnisse gut ausgebaut.
Debarwa liegt an der traditionellen Handelsroute von Massaua am Roten Meer in das Landesinnere und war Sitz des Baher Negash. Francisco Álvares beschrieb Debarwa im 16. Jahrhundert als Sitz der wichtigsten Residenzen des Baher Negash und als Stadt, die „sehr gut“ und „auf einem sehr hohen Felsen gelegen“ sei. Die „Häuser des Königs“ befanden sich Álvares zufolge auf dem Felsen über dem Mareb-Fluss, waren wie eine Festung angelegt und wurden von mehr als 300 berittenen Männern bewacht. Täglich wurden sie von zahlreichen Menschen aufgesucht, die aus geschäftlichen Gründen oder zum Überbringen von Petitionen kamen. Deren „Anwesenheit zog zahlreiche Frauen an“, auch weil „die Männer wohlhabend und wie Höflinge sind“. Der Ort umfasste „300 Häuser oder mehr“, und donnerstags gab es jeweils einen großen Markt, zu dem sich weitere „300 oder 400 Personen“ in Debarwa einfanden. Der Ort verfügte über zwei nebeneinander liegende Kirchen, eine für die Männer und eine für die Frauen.

## Geschichte
1535 wurde Debarwa von Ahmad ibn Ibrahim al-Ghazi eingenommen. Nach dessen Fall 1543 wurde Debarwa wieder Sitz des Baher Negash, fiel dann jedoch an die osmanischen Türken, die 1557 Massaua besetzt hatten. Der osmanische Kommandant Özdemir Pascha ließ in Debarwa ein Fort erbauen, „mit einer langen Mauer und einem sehr hohen Turm“, worin angeblich Gold- und Silbergegenstände, kostbare Steine und teure importierte Kleidungsstücke gelagert wurden. Der Versuch, von dort aus die osmanische Macht auf das Umland auszuweiten, scheiterte jedoch, und die zu jener Zeit gut bewaffnete Bevölkerung stürmte das Fort, sodass sich die Osmanen vorübergehend zurückziehen mussten. In der darauffolgenden Zeit gab es in Debarwa und Umgebung viele Kämpfe zwischen den Osmanen – die vom Baher Negash Yeshaq unterstützt wurden – und den äthiopischen Kaisern Minas und Sarsa Dengel. Sarsa Dengel nahm 1576 das Fort ein und ließ es zerstören.
Trotz dieser Kämpfe zwischen drei Seiten behielt Debarwa in den folgenden beiden Jahrhunderten seine politische und wirtschaftliche Stellung. Der französische Reisende Charles-Jacques Poncet berichtete 1699, dass sämtliche Güter, die vom Roten Meer her nach Äthiopien eingeführt wurden, durch Debarwa kamen. Ein Jahrhundert später beschrieb der schottische Entdecker James Bruce Debarwa als „übliche Passage“ zwischen Massaua und Tigray. Einem armenischen Händler zufolge bezahlte die Stadt damals jährlich 500 Unzen Gold an den Kaiser. Zu Beginn des 19. Jahrhunderts war Debarwa aber bereits im Niedergang begriffen, denn der Herrscher von Tigray Mikael Sehul hatte die Macht des Baher Negash usurpiert, und im Handel verlor Debarwa gegenüber Adwa an Bedeutung. Der britische Reisende James Theodore Bent beschrieb Debarwa Ende des 19. Jahrhunderts als „einige wenige Steinhaufen, eine fast verfallene Kirche und ein paar jämmerliche Hütten“.